# أبو إدريس الخولاني
أبو إدريس الخولاني، (وُلِد 8 هـ - توفي 80 هـ) من كبار التابعين وأحد رواة الحديث، واعظ، فقيه، وقاضي دمشق في عهد الخليفة عبد الملك بن مروان. ووالده أحد الصحابة.

## نسبه
هو عائذ الله بن عبد الله ويقال فيه عيذ الله بن إدريس بن عائذ بن عبد الله بن عتبة الخولاني.

## سيرته
قال فيه الذهبي: «قاضي دمشق وعالمها وواعظها..» وُلِد عام فتح مكة 8 هـ بحياة النبي ولكن لم يصحبه، ووالده يعد من الصحابة، ولكنه أدرك وصحب عددًا كبيرًا من الصحابة منهم: أبو الدرداء وأبو ذر الغفاري وأبو موسى الأشعري وعبادة بن الصامت وأبو هريرة ومعاوية بن أبي سفيان ومعاذ بن جبل والمغيرة بن شعبة وروى الحديث عنهم وعن غيرهم من الصحابة.
كان واعظاً وقاصاً قبل عمله كقاضٍ فعزله عبد الملك بن مروان، وجعله على منصب قاضي قضاة دمشق، فقال أبو إدريس: «عزلتموني عن رغبتي، وتركتموني في رهبتي.»، وقال الذهبي عن عمله كراوي للقصص: «قد كان القاص في الزمن الأول يكون له صورة عظيمة في العلم والعمل.»

### روايته للحديث
حدث عن كثير من الصحابة ومنهم: أبو ذر الغفاري وأبو الدرداء الأنصاري وحذيفة بن اليمان وأبي موسى الأشعري وشداد بن أوس وعبادة بن الصامت وأبي هريرة وعوف بن مالك الأشجعي وعقبة بن عامر الجهني والمغيرة بن شعبة وابن عباس ومعاوية بن أبي سفيان وعبد الله بن حوالة الأزدي وأبو مسلم الخولاني ومعاذ بن جبل وواثلة بن الأسقع.
وحدث عنه من التابعين أبو سلام الأسود ومكحول الشامي وابن شهاب الزهري وعبد الله ابن عامر اليحصبي ويحيى بن يحيى الغساني وعطاء بن أبو مسلم وأبو قلابة الجرمي ومحمود بن يزيد الرحبي ويونس بن ميسرة بن حلبس ويزيد ابن أبي مريم وربيعة القصير وغيرهم.

### مكانته عند العلماء
سُئِل عنه دحيم الدمشقي وجبير بن نفير أيهما أعلم فقال: «أبو إدريس هو المقدم..» ورفع أيضاً من شأن جبير بن نفير لإسناده وأحاديثه. وقال الذهبي: «هما كانا مع كثير بن مرة وقبيصة بن ذؤيب وعبد الله بن محيريز الجمحي وأم الدرداء علماء الشام في عصرهم في دولة عبد الملك ابن مروان» وقال أيضاً عن حديثه: «وليس هو بالمكثر لكن له جلالة عجيبة»
وقال ابن شهاب الزهري: «حدثني أبو إدريس الخولاني وكان من فقهاء أهل الشام»، وقال مكحول الشامي: «ما رأيت مثل  أبي إدريس الخولاني.»
وقال سعيد بن عبد العزيز الدمشقي: «كان أبو إدريس عالم الشام بعد أبو الدرداء الأنصاري»، وقال مكحول الشامي: «كانت خلقة من أصحاب النبي صلى الله عليه وسلم يدرسون جميعاً فإذا بلغوا سجدة بعثوا إلى أبي إدريس الخولاني فيقرؤها ثم يسجد فيسجد أهل المدارس»
وروى محمد بن شعيب بن شابور عن يزيد بن عبيدة: «أنه رأى أبا إدريس في زمن عبد الملك بن مروان وأن حلق المسجد بدمشق يقرؤون القرآن يدرسون جميعا وأبو إدريس جالس إلى بعض العمد فكلما مرت حلقة بآية سجدة بعثوا إليه يقرأ بها وأنصتوا له سجد بهم جميعا وربما سجد بهم ثنتي عشرة سجدة حتى إذا فرغوا من قراءتهم قام أبو إدريس  يقص» ثم قال يزيد بن عبيدة: «ثم إنه قدم القصص بعد ذلك»
قال يزيد بن أبي مالك: «كنا نجلس إلى أبي إدريس الخولاني فيحدثنا فحدث يوما عن بعض مغازي رسول الله صلى الله عليه وسلم حتى استوعب الغزاة فقال له رجل من ناحية المجلس أحضرت هذه الغزوة فقال لا فقال الرجل قد حضرتها مع رسول الله صلى الله عليه وسلم ولا أنت احفظ لها مني»، وقال النسائي وغيره: «أبو إدريس  ثقة.»

### من أحاديثه
قال ابن عيينة: «سمعتُ الزهري يقول: أخبرني أبو إدريس ، أنه سمع عبادة بن الصامت، عن النبي ﷺ قال: بايعوني.»
وروى الذهبي: «أخبرنا أبو المعالي أحمد بن إسحاق أنبأنا أبو المحاسن محمد بن هبه الله الدينوري أنبأنا عمي أبو بكر محمد بن عبد العزيز سنة تسع و ثلاثين و خمس مئة وأنبأنا إسماعيل بن الفراء أنبأنا أبو محمد بن قدامه أنبأنا هبة الله بن هلال قالا أنبأنا أبو الحسين عاصم بن الحسن وأنبأنا أبو المعالي أنبأنا القاضي أبو صالح نصر بن عبد الرزق وأنبأنا أحمد بن الحميد سنة اثنتين وتسعين وست مئه ومحمد بن بطيخ وعبد الحميد بن أحمد وأحمد بن عبد الرحمن قالوا أنبأنا عبد الرحمن بن نجم الواعظ وأنبأنا عبد الخالق بن عبد السلام وست الأهل بنت الناصح وخديجة بنت الرضى قالوا أنبأنا البهاء عبد الرحمن بن إبراهيم قالوا أخبرتنا فخر النساء شهدة بنت أبي نصرح وأنبأنا أبو المعالي الزاهد أنبأنا أبو الحسن زاثلة بن كراز ببغداد أنبأنا أبو علي أحمد بن محمد الرحبي قال هو وشهدة أنبأنا الحسين بن أحمد النعالي قالا أنبأنا أبو عمر عبد الواحد بن محمد حدثنا الحسين بن إسماعيل المحاملي إملاء حدثنا أحمد ابن إسماعيل حدثنا مالك عن ابن شهاب عن أبي إدريس الخولاني عن أبي هريرة رضي الله عنه أن رسول الله صلى الله عليه وسلم قال: من توضأ فليستنثر ومن استجمر فليوتر.»

### وفاته
توفي عام 80 هـ عن عمر يُناهز اثنين وسبعين عامًا.